# Лео Уудал
Лео Винсънт Уудал (на английски: Leo Vincent Woodall, роден на 14 септември 1996 г.) е английски актьор. Той добива популярност с ролите си във втория сезон на сатиричния комедийно-драматичен сериал на HBO „Белият лотос“ (2022) и в минисериала на Netflix „Един ден“ (2024). През 2025 г. Уудал участва в трилър сериала на Apple TV+ Prime Target и романтичната комедия „Бриджит Джоунс: Луда по момчето“, където си партнира с Рене Зелуегър.

## Биография
Лео Уудал е роден в Шепърдс Буш, Западен Лондон в семейство на актьори – майка му, баща му Андрю, доведения му баща и баба му. Родителите му се запознават в театрално училище. Казвал е, че е потомък на американската актриса и бизнесдама Максин Елиът.
Уудал е посещавал училище „Шин“. Искал е да се занимава със спорт, но впоследствие решава да се захване с актьорско майсторство. Това решение взима, след като гледа сериала „Остри козирки“, когато е на 19 години. Завършва бакалавърска степен по актьорско майсторство в Arts Educational School (ArtsEd) през 2019 г.

## Кариера
Уудал прави телевизионния си дебют през 2019 г. като гост-участник в епизод на медицинската сапунена опера на BBC One Holby City. Същата година той участва и в късометражния филм на Michael Gilhoolys Man Down. През лятото на 2019 г. е избран измежду 28 000 кандидатури за предстоящия пълнометражен филм Nomad. Снимките се провеждат в повече от 20 държави.
Междувременно Уудал дебютира в пълнометражното кино с филма Cherry, режисиран от братята Джо и Антъни Русо. Той играе Адриан Ивашков в сериала на Peacock „Академия за вампири“. Присъединява се към главния актьорски състав на сатиричния комедийно-драматичен сериал на HBO „Белият лотос“ за втория му сезон в Сицилия като Джак, млад мъж от Есекс. За да се подготви за ролята и да възприеме акцента на героя, той гледа видеоклипове на телевизионната личност Джоуи Есекс. Има повтаряща се роля в сериала на „Амазон Прайм Видео“ „Цитаделата“ през 2023 г.
Първата главна роля на Лео Уудал е като Декстър Мейхю в сериала на Netflix One Day (2004), адаптация по едноименния роман на Дейвид Никълс (романът е издаден в България под заглавието „Винаги в същия ден“, изд.: ИК ЕРА, София (2011), прев. Емилия Карастойчева). В този сериал си партнира с британската актриса Амбика Мод. Историята проследява живота на двама млади, които стават най-добри приятели след платонична връзка за една нощ. Освен положителния прием на сериала Уудъл получава признание от критиката за изпълнението си. Ролята е пробив в кариерата му.
През 2025 г. играе главната роля на математик в трилър сериала на Apple TV+ Prime Target и участва в „Бриджит Джоунс: Луда по онова момче“ с Рене Зелуегър, играейки Рокстър, по-младата и безсрамна нова любов на Джоунс.